# حماميات
الحماميات (الاسم العلمي: Columbiformes)، رتبة من طيور حديثات الفك التي تشمل الحمام،والقمري والأشكال الأخرى منها،مثل مجموعة طائر الدودو المنقرض مثل الدودو (Raphus cucullatus) وناسك رودريغيس (Pezophaps solitaria). تشمل رتبة الحماميات على 322 نوعا لا يزال حيا و 12 نوعا منقرضا في العصور التاريخية. تم تعميد المجموعة بالاسم اللاتيني للحمام "كولومبا" (Columba)، وبالتالي فإن اسم هذه الرتبة تعني "التي لها شكل الحمام".